# Géographie des Alpes-de-Haute-Provence
Le département des Alpes de Haute-Provence est un département français situé dans le sud-est méditerranéen de la France.
L'Aiguille de Chambeyron, au Nord-est, est le point culminant du département avec 3412 m d'altitude.

## Caractéristiques générales

### Étendue
Le territoire du département englobe une aire de plus de 6 920 km2, ce qui en fait un département relativement étendu. Cette impression d'étendue spatiale est renforcée par l'étirement de ce territoire (plus de 140 km dans sa plus grande longueur NE-SW) et par un relief à la configuration chaotique, ce qui place les deux communes les plus éloignées à près de 200 km de distance routière et plus de 3 heures de route. Ce territoire s'étend sur
- une zone de plateaux calcaires et molassiques dans laquelle la Durance et quelques-uns de ses affluents ont creusé des vallées ;
- l'extrémité sud-est des Baronnies et la montagne de Lure ;
- les Préalpes de Sisteron (massif des Monges), de Digne et du Verdon, ainsi qu'une partie de la vallée du Var (ex. Entrevaux).
- le massif de la Blanche ;
- la haute vallée du Verdon ;
- toute la vallée de l'Ubaye.

### Frontières naturelles
| \| Concors Plateau d'Albion Plateau de Valensole Monts de Vaucluse Trois-Évêchés Pelat Parpaillon Chambeyron Escreins Mercantour-Argentera Montdenier Préalpes de Castellane Préalpes de Digne Luberon Bochaine \| Carte topographique et localisation des massifs dans le département |
| Concors Plateau d'Albion Plateau de Valensole Monts de Vaucluse Trois-Évêchés Pelat Parpaillon Chambeyron Escreins Mercantour-Argentera Montdenier Préalpes de Castellane Préalpes de Digne Luberon Bochaine                                                                           |

Le département est bien délimité (à quelques enclaves près) par :
- le Verdon au sud ;
- le plateau de Vaucluse et la plaine d'Apt à l'ouest ;
- la Durance entre Sisteron et le lac de Serre-Ponçon ;
- la ligne de partage des eaux Ubaye/Durance entre Serre-Ponçon et la frontière italienne (nord) ;
- la ligne de partage des eaux Rhône/Pô sur la frontière italienne ;
- la ligne de partage des eaux Durance/Var entre la frontière italienne (sud) et le Grand Coyer.

## Environnement
Le loup est installé dans plusieurs massifs du département. Toutes les zones ci-après sont des Zones de présence permanente, c'est-à-dire où des meutes ont été observées deux hivers de suite. Des loups isolés peuvent peupler d'autres zones du département :
- Massif du Parpaillon et Vallée de l'Ubaye ;
- massif des Trois-Évêchés et vallée du Bâchelard ;
- massif du Mercantour ;
- Préalpes de Digne ;
- massif du Grand Coyer ;
- montagne de Lure.

Paysages des Alpes-de-Haute-Provence :
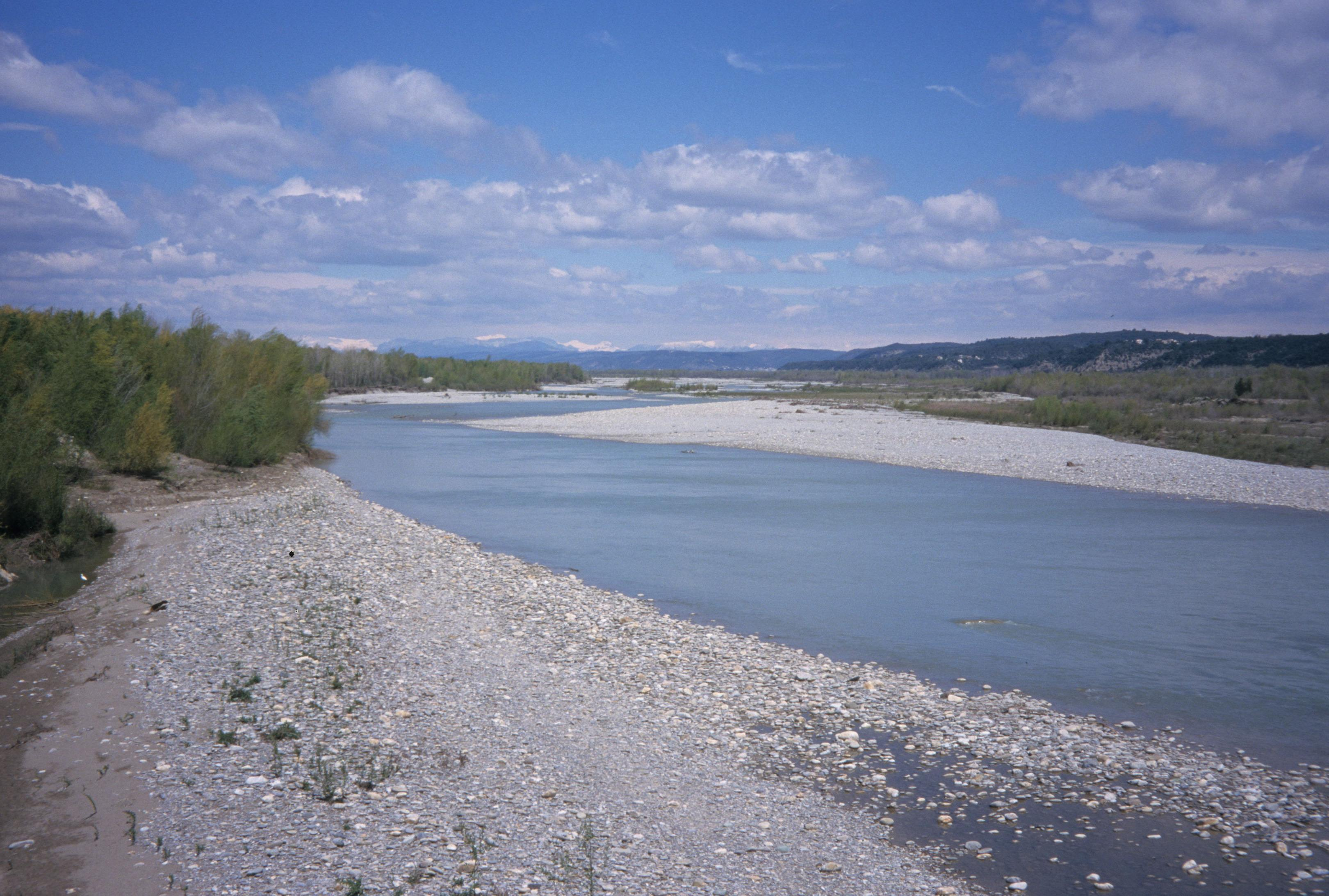
La Durance vers Manosque, dans le sud-ouest.
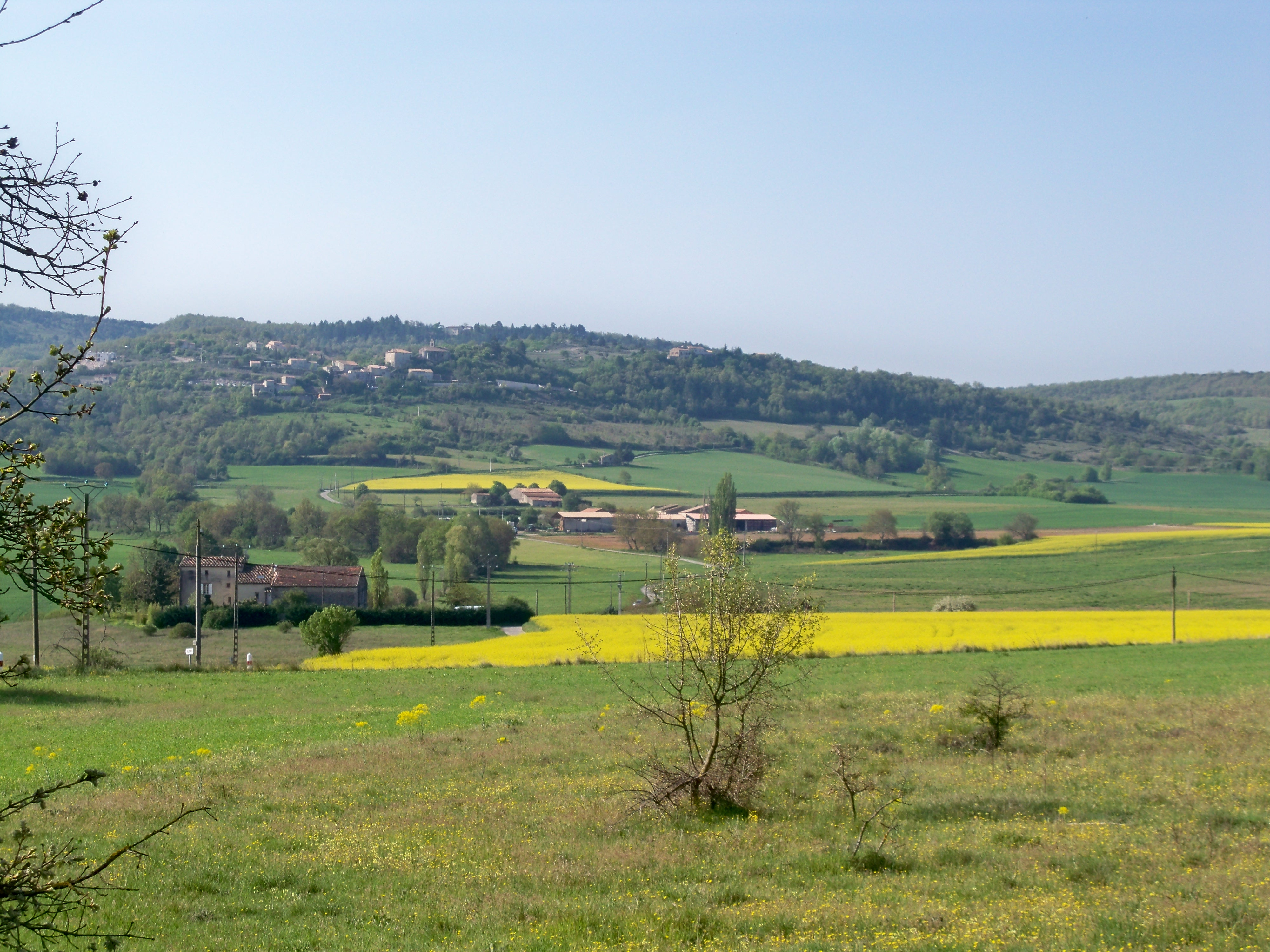
Plaine au pied de Villemus, dans le sud-ouest.
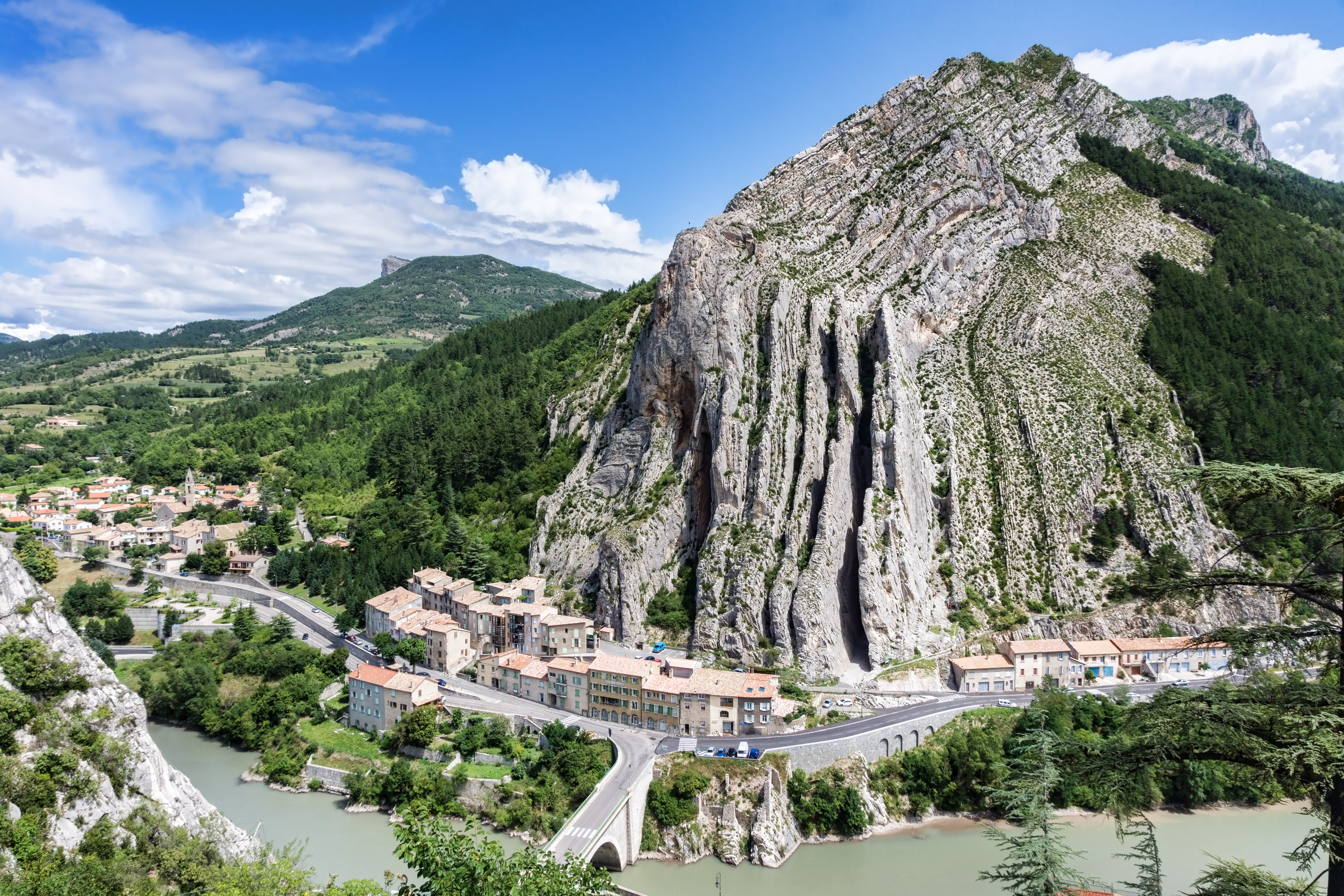
Le rocher de la Baume (Sisteron), dan l'ouest.
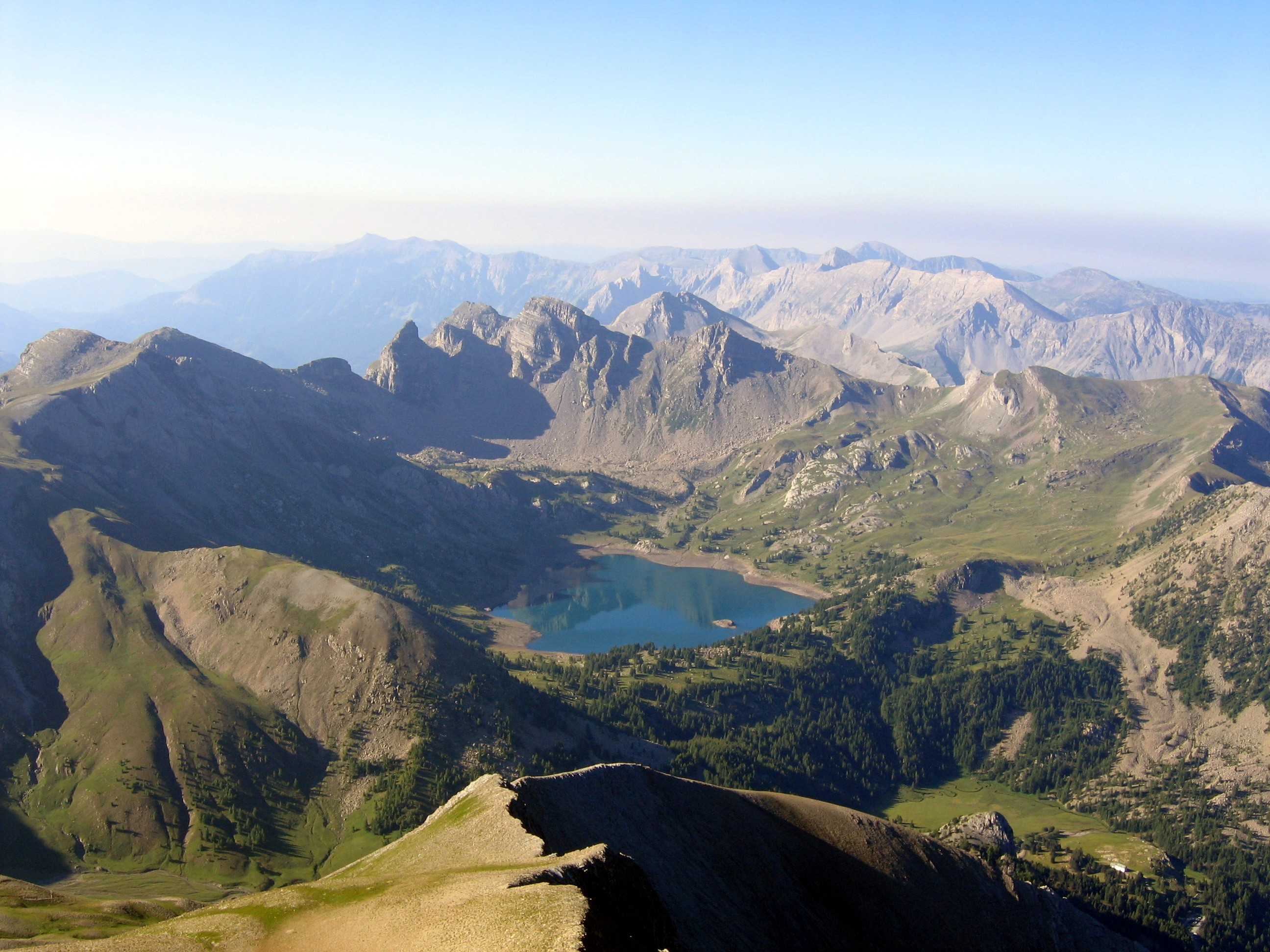
Lac d'Allos dans l'est.

## Hydrographie
Le cours d’eau principal est la Durance. Ses affluents et sous-affluents sont :
- affluents rive gauche :
  - l’Ubaye
  - la Sasse ;
  - la Bléone ;
    - le Bès (rive droite) ;

  - l’Asse ;
  - le Verdon, qui rejoint la Durance dans le Vaucluse après avoir traversé le Var ;
    - le Colostre (rive droite) ;
    - le Jabron (rive gauche)
- affluents rive droite :
  - le Buëch ;
  - le Jabron ;

Le Var traverse également l’est du département, et reçoit la Vaïre.

## Subdivisions
- Le Pays de Forcalquier est situé à mi-chemin entre les Alpes et la Méditerranée. C’est le pays des prieurés. Il y a un observatoire d’astronomie située à Saint-Michel-l'Observatoire. Le pays vit au rythme des animations qui se déroulent tout au long de l’année : ex. Fête du fromage, fête de la randonnée, etc. La ville principale est Forcalquier.

- La vallée de l'Ubaye est situé au nord des Alpes-de-Haute-Provence frontalière de l'Italie. C’est le pays des sports en eau vive en Europe. En été il y a beaucoup de cyclotouristes et en hiver on y fait du ski de fond. La ville principale est Barcelonnette.

- La vallée de la Durance est située dans le sillon autoroutier de l’A51. C’est le cœur économique du département. C’est un pays très contrasté : plaines et montagnes, collines et plateaux. L’ensoleillement y est exceptionnel et la pureté du ciel est légendaire. Il y a une culture vivante dont Jean Giono s’était fait le chantre. La ville principale est Manosque.

- La vallée de la Bléone est aussi un lieu très dynamique au centre du département, les vallées alentour rejoignent tous celle de la Bléone. La ville principale est Digne-les-Bains.

- Le pays du Verdon est situé au sud de la région. Les gorges du Verdon forment les plus grands canyons d’Europe. Il y a 5  lacs : lac de Castillon, de Chaudanne, de Sainte-Croix, de Quinson et d’Esparron. C’est le pays des villages historiques et ancestraux (Riez, Castellane, Moustiers-Sainte-Marie). Il y a beaucoup de champs de lavande sur le plateau de Valensole. Villes principales : Castellane, Valensole et Riez.

- Le val d’Allos-Haut-Verdon est situé aux portes du parc national du Mercantour aux sources du Verdon. Le lac d’Allos est le plus grand lac d’altitude d’Europe. La région est propice  aux sports d’hiver. Ville principale : Allos

- La vallée de la Blanche - Vallée du Bès est située en balcon au-dessus du lac de Serre-Ponçon au nord des Alpes. C’est un paradis pour les amoureux des grands espaces ainsi que des montagnes. Au centre de la vallée se niche la ville principale : Seyne-les-Alpes

## Sources
1. ↑  Ministère de l'Écologie, « Les chiffres-clés 2011-2012 », Le loup en France, consulté le 31 juillet 2013